# Роб Бейл
Роб Бейл (англ. Rob Bale, 19 липня 1990) — британський плавець.
Учасник Олімпійських Ігор 2012 року.